# Tagounite (Maroc)
Tagounite est une commune rurale marocaine de la province de Zagora, dans la région de Drâa-Tafilalet .

## Description
C'est la plus grande ville de la région peu peuplée et pré-saharienne du Ktaoua.
Sur la route de M'Hamid El Ghizlane c'est l'avant dernier point avant le grand désert.